# Dirty Dancing: Havana Nights
Dirty Dancing: Havana Nights is een Amerikaanse film uit 2004. Het is de prequel van Dirty Dancing uit 1987 en speelt een paar jaar ervoor met overigens weinig verwijzingen naar de film uit 1987. De thema's dansen en romantiek staan echter weer centraal. De film speelt zich af in het Havana van 1958, vlak voor het uitbreken van de Cubaanse Revolutie. Omdat de betrekkingen tussen de Verenigde Staten en Cuba het onmogelijk maakte om de film in Havana op te nemen werd deze in het historische centrum van San Juan in Puerto Rico geschoten. Patrick Swayze die een van de hoofdrollen speelde in de eerdere film speelt in deze een bijrol als dansleraar.

## Verhaal
De 18-jarige Katey Miller (gespeeld door Romola Garai) verhuist met haar ouders naar Havana, Cuba aan de vooravond van de Cubaanse revolutie. Katey voelt zich onmiddellijk aangetrokken tot de charmante en trotse ober Javier (gespeeld door Diego Luna), die uitstekend kan dansen. Katey, die al wat stijve Amerikaanse stijldansen van huis uit heeft meegekregen, wil niets liever dan de sensuele Zuid-Amerikaanse dansstijlen leren en haalt Javier over om mee te doen aan een danswedstrijd. In het geheim oefenen ze en hun liefde bloeit op, maar tegelijkertijd lijkt ook de Cubaanse Revolutie tot een hoogtepunt te komen.

## Rolverdeling
| Acteur           | Rol            |
| ---------------- | -------------- |
| Diego Luna       | Javier Suarez  |
| Romola Garai     | Katey Miller   |
| Sela Ward        | Jeannie Miller |
| John Slattery    | Bert Miller    |
| Jonathan Jackson | James Phelps   |
| Patrick Swayze   | "Sim" Johns    |
| Mika Boorem      | Susie Miller   |
| Rene Lavan       | Carlos Suarez  |
| January Jones    | Eve            |

## Filmmuziek
1. "Dance Like This" - Wyclef Jean featuring Claudette Ortiz
2. "Dirty Dancing" - The Black Eyed Peas
3. "Guajira (I Love U 2 Much)" - Yerba Buena
4. "Can I Walk By" - Jazze Pha featuring Monica
5. "Satellite (From "Havana Nights")" - Santana Featuring Jorge Moreno
6. "El Beso Del Final" - Christina Aguilera
7. "Represent, Cuba" - Orishas featuring Heather Headley
8. "Do You Only Wanna Dance" - Mýa
9. "You Send Me" - Shawn Kane
10. "El Estuche" - Aterciopelados
11. "Do You Only Wanna Dance" - Julio Daviel Big Band Conducted by Cucco Pena
12. "Satellite (Spanish Version) Nave Espacial (From "Havana Nights")" - Santana Featuring Jorge Moreno

- MusicBrainz release group: 7fc47381-0fce-3af3-a0ac-236eab398a7c